# 求菩提温泉
求菩提温泉（くぼておんせん）は、福岡県豊前市篠瀬にある温泉。

## 泉質
- アルカリ性単純温泉（弱アルカリ性低張性低温泉）
  - 泉温　38.3℃

## 温泉地
豊前市の名峰、求菩提山の麓に一軒宿「卜仙の郷」が存在する。日帰り入浴可能。
料理は豊前市で採れた旬の魚、求菩提山の水を使った会席料理が提供される。

## 歴史
宿名はその昔に大乙貴神を祭る求菩提山に祠を立て、犬ヶ岳に棲む凶悪な鬼を8匹退治したという、勇敢な猛覚魔ト仙に因む。
温泉の開湯は、旅館の開業年である1999年（平成11年）である。

## アクセス
- JR日豊本線宇島駅から豊前市営バス「求菩提登山口」まで約40分。
- 東九州自動車道豊前ICから県道32号を求菩提山方面へ、車で約20分。